# Ebebiyín
Ebebiyín – miasto w północno-wschodniej Gwinei Równikowej, przy granicy z Kamerunem i Gabonem. Jest stolicą prowincji Kié-Ntem. W 2005 roku liczyło 24 831 mieszkańców – będąc trzecim co do wielkości miastem kraju. 
Od 15 października 1982 jest siedzibą diecezji Ebebiyin. 